# Аппалачська стежка
37°21′06″ пн. ш. 80°22′52″ зх. д. / 37.35175° пн. ш. 80.38108° зх. д.
Аппалачська стежка (англ. Appalachian Trail) — розмічений маршрут для пішохідного туризму в північноамериканській гірській системі Аппалачі.

## Географія
Аппалачська стежка має протяжність близько 3,5 тис. км від гори Катадин (Мен) на півночі до гори Спрінгер (Джорджія) на півдні. Точну довжину визначити практично неможливо, оскільки існує декілька альтернативних шляхів.
Найвища точка на шляху — гора Клінгманс-Дом (2025 м) у національному парку Грейт-Смокі-Маунтінс, найнижча — переправа через Гудзон.
Ідея створення маршруту виникла на початку 1920-х рр. 1923 року відкрито першу ділянку в штаті Нью-Йорк, після чого довжина стежки постійно збільшувалася.
Нині туризм на цьому маршруті є надзвичайно популярним. У США існують десятки клубів любителів Аппалачської стежки. З весни до осені по маршруту (або його частині) проходять тисячі туристів. Найбільш юному підкорювачеві стежки було 6 років, коли він з батьками подолав маршрут за 8,5 місяців..
67-річна Емма Гейтвуд пройшла цю стежку 3 рази з мінімальним спорядженням, з тих пір її походи по цій стежці наводяться як приклади туристичного напрямку «Легкоходство».
Найнебезпечніші для туристів — змії, плющ отруйний, кліщі-розповсюджувачі хвороби Лайма.

## Галерея

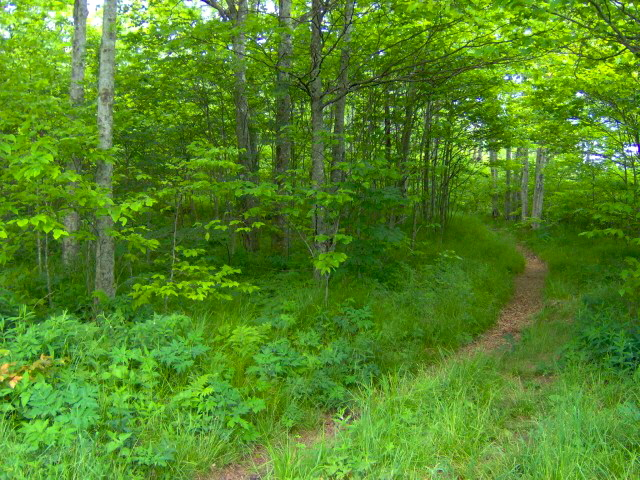
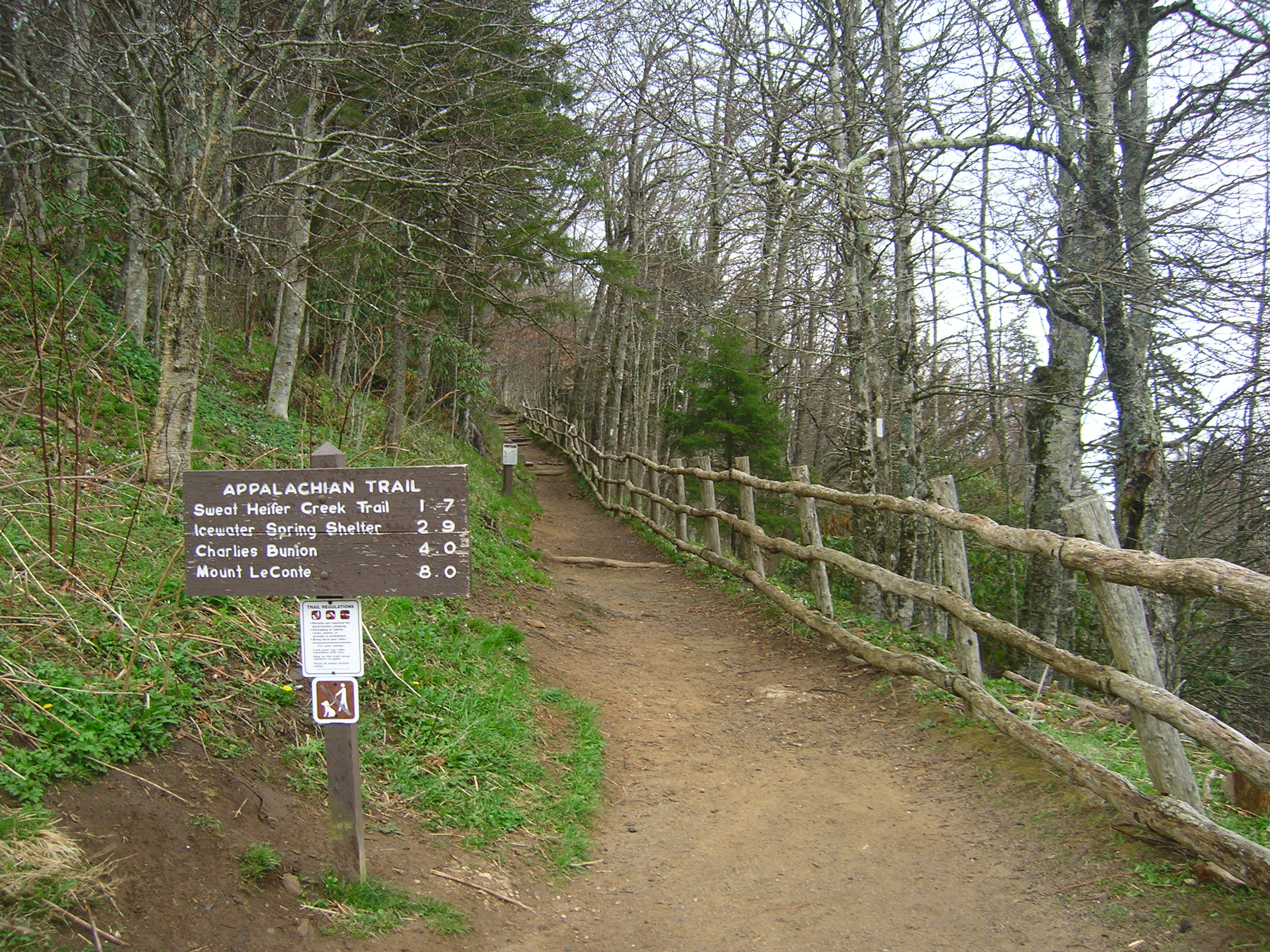
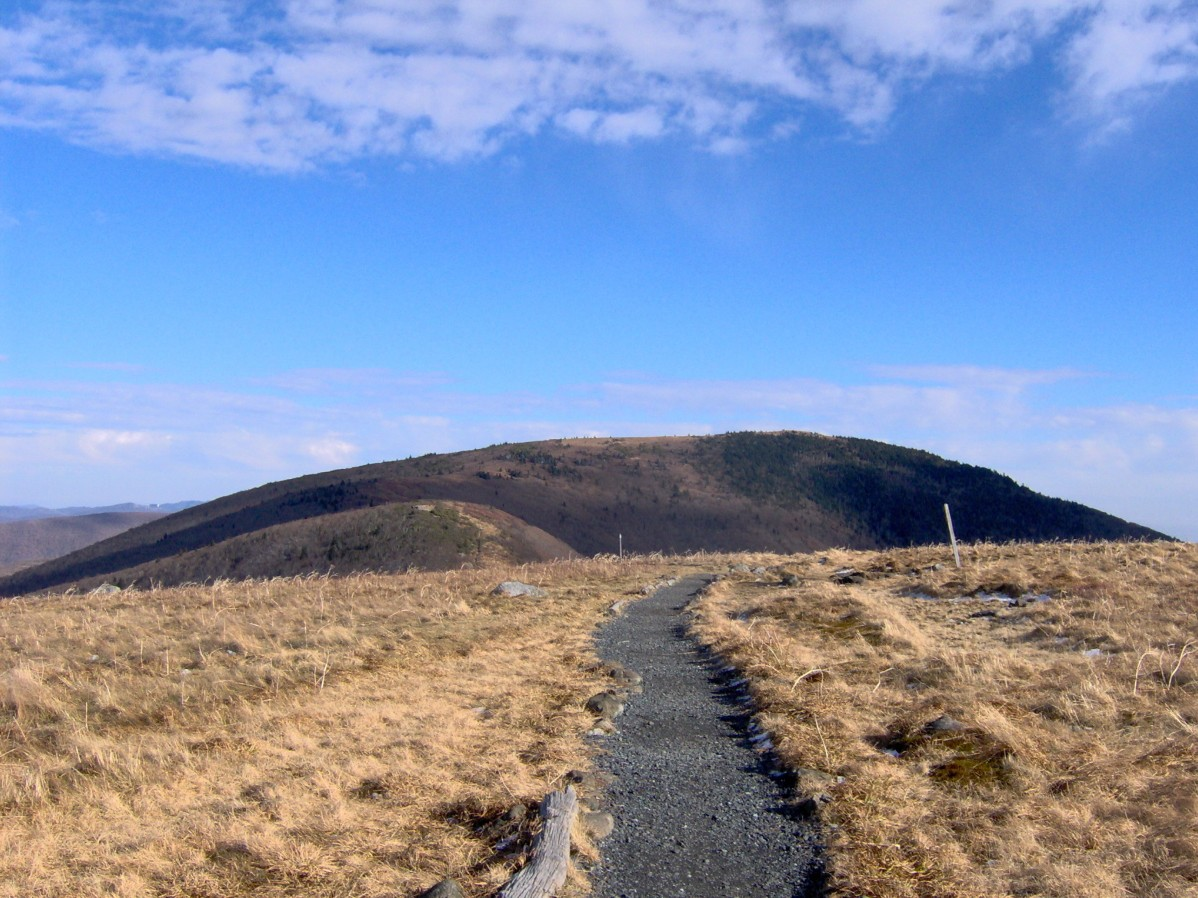
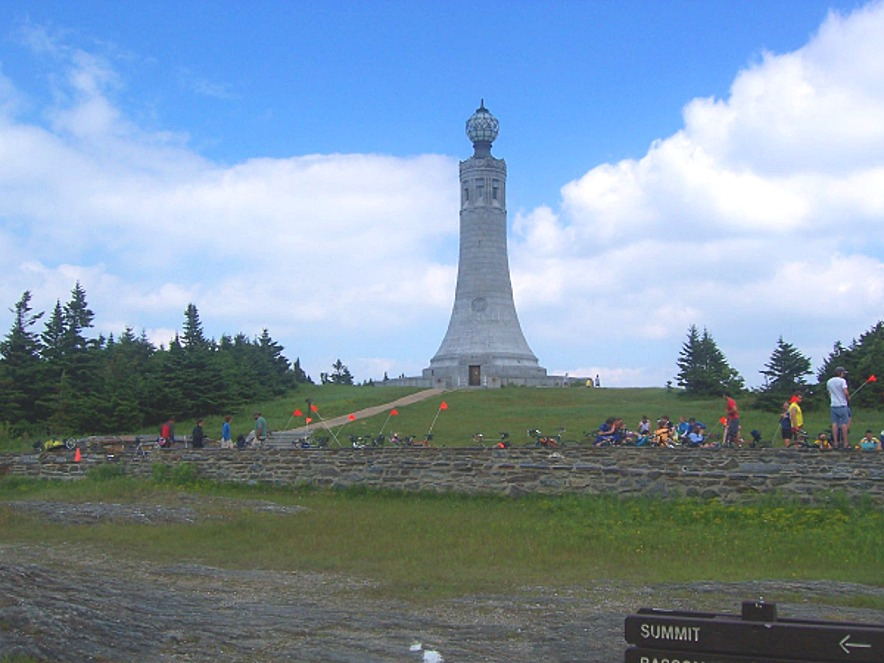

## У літературі
Білл Брайсон — «Прогулянка лісами. Двоє лінюхів проти дикої природи»